# أندرو جاكسون (ممثل)
أندرو جاكسون هو ممثل كندي، ولد في 11 سبتمبر 1963 في كندا.

## أعمال

### أفلام
- (2005) إديسون
- (2007) بذرة

### مسلسلات
- كايل إكس واي

## وصلات خارجية
- أندرو جاكسون على موقع IMDb (الإنجليزية)
- أندرو جاكسون على موقع ألو سيني (الفرنسية)
- أندرو جاكسون على موقع ألو سيني (الفرنسية)
- أندرو جاكسون على موقع أول موفي (الإنجليزية)
- أندرو جاكسون على موقع قاعدة بيانات الفيلم (الإنجليزية)
- أندرو جاكسون على موقع كينوبويسك (الروسية)
- أندرو جاكسون على موقع ANN person (الإنجليزية)